# Törngrens krukmakeri

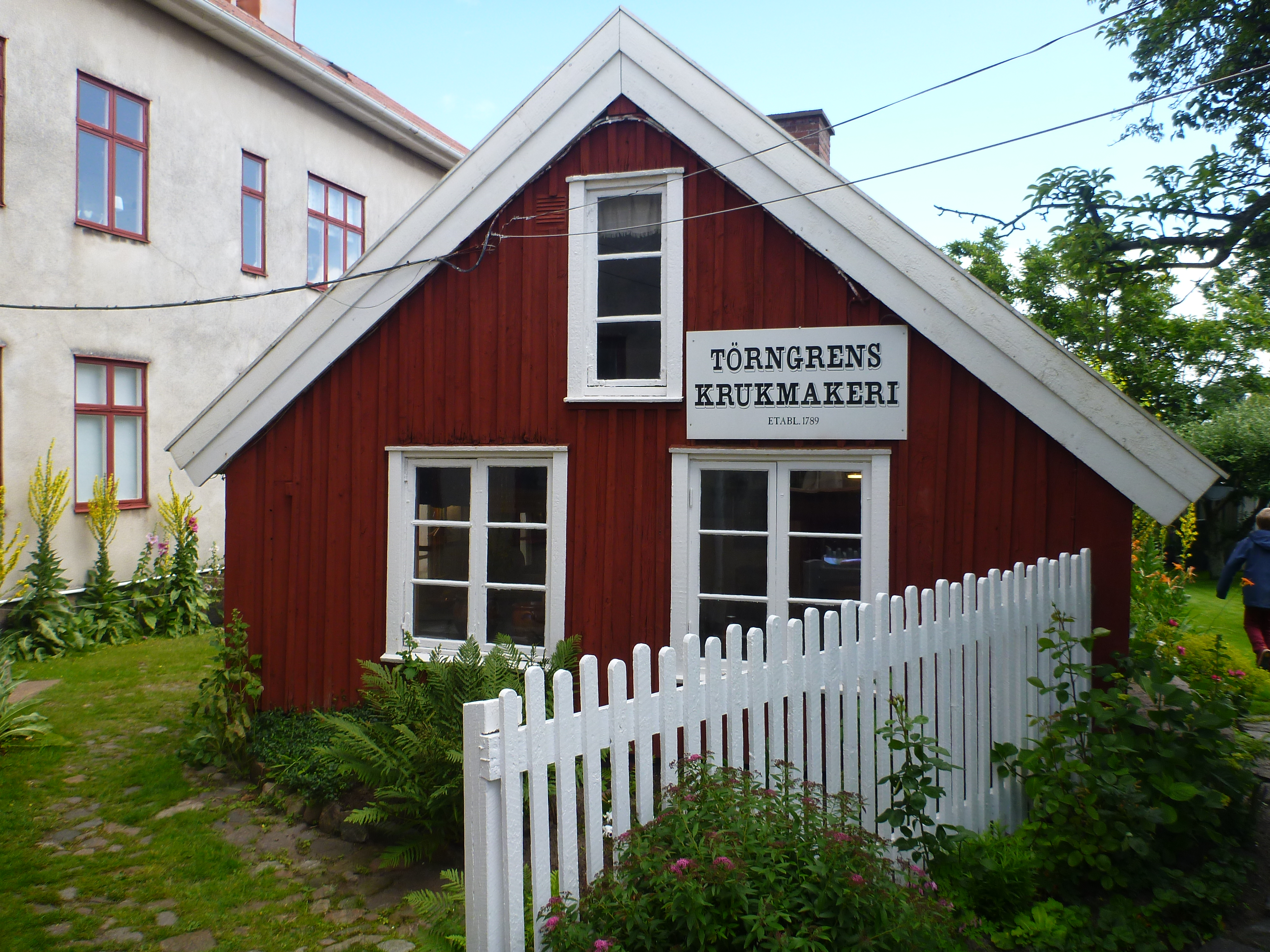
Werkstatt und Museum der Törngrens krukmakeri

Törngrens krukmakeri ist eine Töpferei und ein Museum in Falkenberg in Schweden. Die Töpferei befindet sich in einem Hinterhof in der Straße Krukmakaregatan 4 nahe dem Ätran. Sie wurde im Jahr 1789 gegründet und soll die älteste, noch aktive Töpferei Europas sein. Sie ist noch immer im Familienbesitz, inzwischen in der siebten Generation. Es werden noch heute Stücke in traditioneller Weise gefertigt, die schon zu Gründerzeiten vom Firmengründer Hans Törngren hergestellt wurden.
Der letzte Töpfer ging 2014 in den Ruhestand. Seitdem gibt es keine kontinuierliche Produktion mehr.
In der alten Werkstatt befinden sich einige Ausstellungsstücke aus der Unternehmensgeschichte. Der Eintritt ist kostenfrei.